# Horný Pial
Horný Pial – wieś (obec) na Słowacji położona w kraju nitrzańskim, w powiecie Levice. Pierwsze wzmianki o miejscowości pochodzą z roku 1251. 
Według danych z dnia 31 grudnia 2012, wieś zamieszkiwało 275 osób, w tym 143 kobiety i 132 mężczyzn.
W 2001 roku rozkład populacji względem narodowości i przynależności etnicznej wyglądał następująco:
- Słowacy – 47,08%
- Czesi – 0,34%
- Węgrzy – 52,23%

Ze względu na wyznawaną religię struktura mieszkańców kształtowała się w 2001 roku następująco:
- Katolicy rzymscy – 60,82%
- Ewangelicy – 1,37%
- Ateiści – 5,84%
- Nie podano – 0,69%